# Simon Ignatius Pimenta
Simon Ignatius Pimenta (Marol, 1 de março de 1920 – 19 de julho de 2013) foi um cardeal Indiano e arcebispo emérito de Bombaim.
Foi bispo auxiliar de Bombaim, com o titulus de bispo titular de Bocconia, entre 1971 e 1977, quando foi elevado a arcebispo coadjutor, entre 1977 e 1978. Depois, foi elevado a arcebispo metropolita de Bombaim, exercendo a prelazia entre 1978 e 1996.
Foi criado cardeal em 1988 pelo Papa João Paulo II, com o título de Cardeal-padre de S. Maria "Regina Mundi" a Torre Spaccata.